# San Gavino Monreale
San Gavino Monreale este o comună din provincia Sud Sardinia, regiunea Sardinia, Italia, cu o populație de 8.056 locuitori (1 ianuarie 2023) și o suprafață de 87,4 km².

## Demografie
San Gavino Monreale - evoluția demografică

|  | Graficele sunt indisponibile din cauza unor probleme tehnice. Mai multe informații se găsesc la Phabricator și la wiki-ul MediaWiki. |

Date: Recensăminte sau birourile de statistică - grafică realizată de Wikipedia